# Жгенти, Леонтий Алмасханович
Леонтий Алмасханович Жгенти (груз. ჟღენტი ლეონტი ალმასხანის ძე, 12 октября 1884, Джварцхма, Чохатаурский муниципалитет — 8 апреля 1969) — грузинский политик, член Учредительного собрания Грузии.

## Биография
Родился в крестьянской семье.
Окончил Батумское техническое училище и курсы бухгалтерского учёта. Работал бухгалтером.
Вступив в члены РСДРП, примкнул к меньшевистской фракции. С конца 1900-х годов занимался политической работой в Баку. В 1910 году возглавил грузинский литературно-художественный кружок в Баку, издавал журнал «Цкаро».
Член Национального совета Грузии с 1917 года. 26 мая 1918 года подписал Декларацию независимости Грузии. Избран членом парламента Грузии, 12 марта 1919 года — членом Учредительного собрания Грузии, член военной и избирательной комиссий. Был специальным представителем правительства в Цхинвали.
Покинул Грузию после советизации в 1921 году и жил во Франции. Умер в доме престарелых в Абондани, похоронен на Левильском кладбище.